# Glory to Hong Kong
Glory to Hong Kong, är en kantonesisk kampsång komponerad 2019 av en anonym kompositör med pseudonymen "Thomas". Kompositören har också skrivit texten med bidrag från användare på ett internetforum baserat i Hongkong. Hymnen skrevs i anslutning till Demonstrationerna i Hongkong 2019 och kom att bli allmänt accepterad som proteströrelsens hymn och vissa har hävdat att den bör ses som Hong Kongs nationalsång (istället för de frivilligas marsch som är Folkrepubliken Kinas och Hongkongs officiella nationalsång).